# Fred Hubert
Fred Hubert (* 1930 in Berlin) ist ein ehemaliger deutscher Science-Fiction-Autor in der DDR.

## Leben
Fred Hubert begann eine Lehre als Klischeeätzer, die er jedoch nicht beendete. Nach dem Zweiten Weltkrieg arbeitete er in verschiedenen Berufen, zuletzt als Hausmeister.
Seine beiden einzigen Werke gelten als unverbindlich-abenteuerlich und künstlerisch anspruchslos, reihen sich ein in eine Gruppe ähnlich gelagerter Texte, die Ende der 1970er Jahre durch das Auftreten einer neuen Generation von Science-Fiction-Autoren der DDR abgelöst wurden.

## Werke
- Die Traumfalle. Science-Fiction-Erzählung. Illustrationen von Karl Fischer. Das neue Abenteuer Nr. 338, 1974.
- Zeitsprung ins Ungewisse. Science-Fiction-Roman. Illustrationen von Ruth Knorr. Kompass-Bücherei Bd. 190, 1975.